# Alexander Eibner
Pour les articles homonymes, voir Eibner.
Alexander Eibner, né le 11 septembre 1862 à Munich et mort le 1er mai 1935 dans la même ville, est un chimiste et technologue allemand en peinture. Il est considéré comme un ancien maître de la recherche et de l'enseignement de la peinture technique. 

## Biographie
Alexander Eibner, fils du peintre en architecture Friedrich Eibner, étudie la chimie à l'université technique de Munich, où il devient l'assistant de Wilhelm von Miller (de). Il obtient son doctorat en 1892, son habilitation en 1894 et est engagé dans la recherche dans le domaine de la chimie aromatique. En 1903, en tant qu'assistant de Gustav Schultz (de), il s'installe à l'institut de recherche et centre d'information sur les techniques de peinture nouvellement fondé à l'angle des rues Luisenstrasse et Gabelsbergerstrasse, qu'il dirige depuis 1908. Il est membre de la Société allemande pour les techniques de peinture rationnelle. Avec l'historien de l'art Walter Gräff (de), avec qui il collabore, il donne des conférences lors d'une conférence à Rome en 1930 sur la recherche scientifique et la conservation des objets d'art. Après la retraite d'Eibner en 1932, Gräff rédige un mémorandum pour un "Institut de recherche pour les peintures et autres objets d'art". Après la mort des deux, l'institut de recherche est dissous, mais à partir de 1937 l'Institut Doerner continue à suivre.

### Tombe
La tombe d'Alexandre Eibner se trouve sur le site du vieux cimetière du sud de Munich (Gräberfeld 41 - Reihe 13 - Platz 24). La tombe contient également son père Friedrich Eibner (1825-1877).